# Woodland (California)
Woodland (prima Yolo City) è il capoluogo della contea di Yolo, localizzata a circa 21,5 km a nord ovest di Sacramento, e fa parte del Sacramento-Arden-Arcade-Roseville Metropolitan Statistical Area. La popolazione stimata nel 2013 era di 56.590 abitanti U.S. Census Bureau.

## Geografia fisica
Woodland si trova su di una pianura nella Central Valley (California), con Yolo Bypass e il Sacramento River a est e Capay Valley e la Coast Range ad ovest. Woodland fa parte della Sacramento Metropolitan Area ma è ritenuta una piccola città a causa della distanza tra la città stessa e le città limitrofe. Si trova a sud est del centro geografico della contea, ed è una delle città maggiori a nord di Sacramento lungo la Interstate 5 fino a Redding. La Interstate 5 entra nella città da est e gira a nord nei sobborghi di Woodland, uscendo a nord ovest. La SR 113 entra nella città da sud e si unisce alla I-5, poi si distacca lasciando la città a nord con una strada standard a due corsie. La città è circondata da terreni agricoli.

## Storia

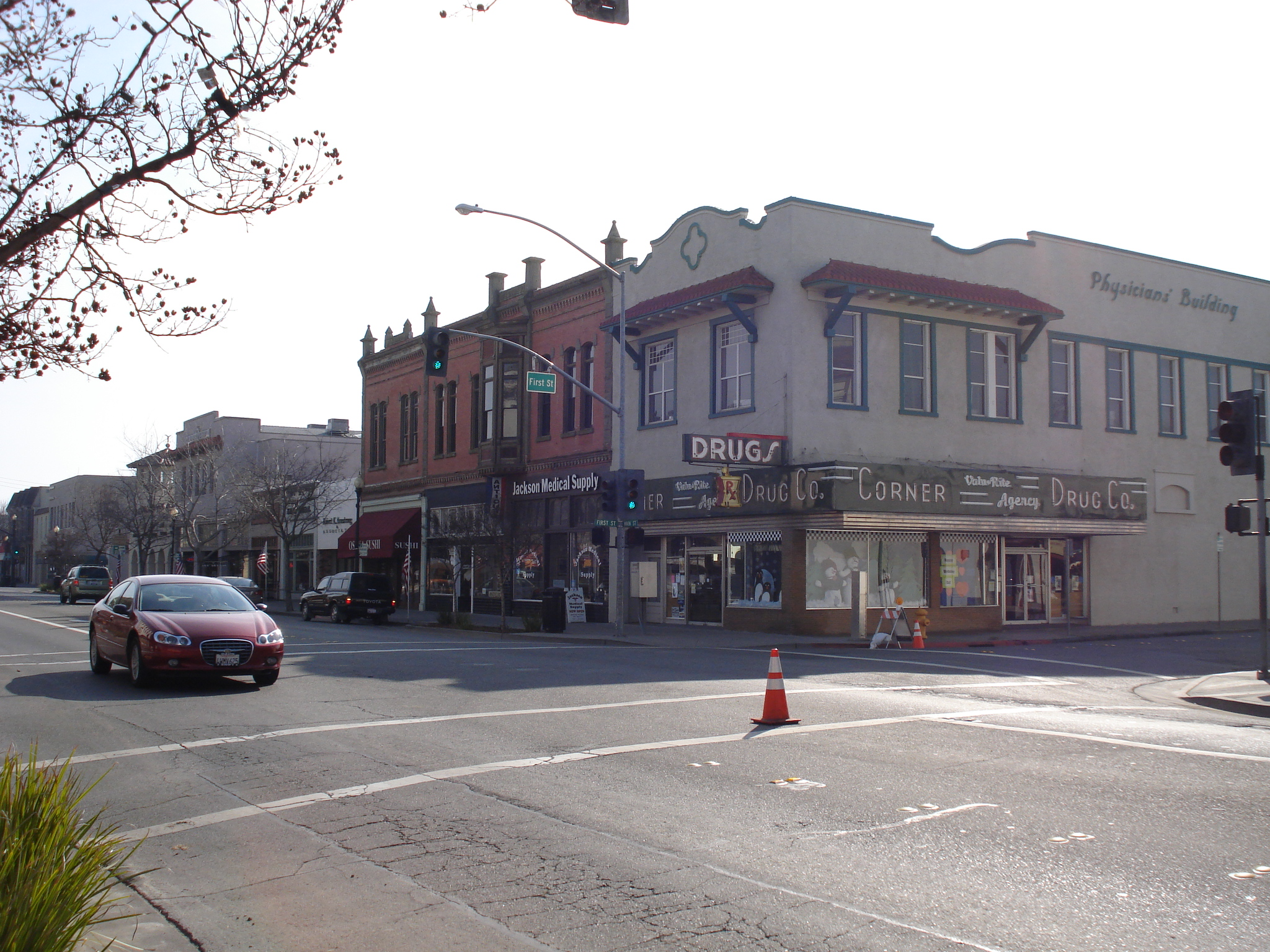
Il centro di Woodland

Le origini di Woodland vanno al 1850 quando la California divenne stato e la Yolo County fu fondata. Da allora la città cominciò a crescere di popolazione ed economicamente e non si è mai fermata. L'area era ben irrigata grazie agli sforzi di James Monroe, e ciò contribuì a farla scegliere dagli agricoltori. Il suolo nell'area era infatti molto fertile. La città costruì un ufficio postale federale e l'anno dopo il capoluogo della contea fu spostato da Washington (l'attuale West Sacramento) a Woodland dopo che Washington subì un'inondazione. La costruzione di una linea ferroviaria, la vicinanza con Sacramento, e la recente costruzione della Interstate 5, l'aiutò a svilupparsi come città.